# 羅斯維塔·埃塞爾
羅斯維塔·埃塞爾（德語發音：[ʁɔsˈviːtaː ˈɛsɐ] ⓘ；1941年1月18日—，生于巴德戈德斯贝格），是西德皮划艇运动员。曾参加三届夏季奥运会，在1964年和1968年的K-2 500米项目获得两枚金牌。
埃塞爾曾多次出戰世界皮划艇竞速锦标赛，获得7枚奖牌，其中包括两枚金牌（K-2 500米：1963年、1970年）、四枚银牌（K-1 500 米：1966年、K-4 500米：1963年、1966年、1971年）和一枚铜牌 (K-4 500米：1970)。